# 丰蒂奥索
丰蒂奥索，是西班牙卡斯蒂利亚-莱昂布尔戈斯省的一个市镇。总面积25平方公里，总人口77人（2001年），人口密度3人/平方公里。